# Adrian (Wisconsin)
Adrian è un centro abitato (town) degli Stati Uniti d'America situato nella contea di Monroe nello Stato del Wisconsin. La popolazione era di 682 persone al censimento del 2000. Le comunità incorporate di Jacksonville e Scotts Junction si trovano nella città.

## Geografia fisica
Secondo lo United States Census Bureau, ha un'area totale di 35,3 miglia quadrate (91,3 km²).

## Società

### Evoluzione demografica
Secondo il censimento del 2000, c'erano 682 persone.

### Etnie e minoranze straniere
Secondo il censimento del 2000, la composizione etnica della città era formata dal 99,41% di bianchi, lo 0,15% di afroamericani, lo 0,15% di nativi americani, e lo 0,29% di due o più etnie. Ispanici o latinos di qualunque razza erano lo 0,15% della popolazione.